# Longdon-on-Tern-aquaduct
De Longdon-on-Tern-aquaduct is een kanaalbrug bij Longdon-on-Tern in het Engelse graafschap Shropshire. Het is een onderdeel van het voormalige Shrewsbury Canal, dat Shrewsbury met Norbury Junction verbond.
Het is het oudste overgebleven gietijzeren aquaduct ter wereld. Er waren oudere kleinere gietijzeren aquaducten, maar die zijn allemaal gesloopt.
Josiah Clowes was de ingenieur van het Shrewsbury Canal. Hij had een kanaalbrug van metselwerk laten bouwen. Het werk bestond uit natuursteen en de binnenzijde was bekleed met klei om het weglekken van het kanaalwater te voorkomen. Door een abnormaal grote overstroming werd dit werk tussen 10 en 12 februari 1795 bijna volledig vernield. Clowes heeft dit niet meegemaakt, hij was kort voor die tijd overleden.
Zijn opvolger werd Thomas Telford. Hij werd 28 februari 1795 aangesteld om de werkzaamheden af te maken. Nog geen twee weken later werd de opdracht voor de bouw van een gietijzeren kanaalbrug gegund aan William Reynolds & Co.. Hij wilde het werk voor minder dan 2000 pond uitvoeren. Het plan werd door Telford goedgekeurd. Thomas Eyton, de voorzitter van de Shrewsbury Canal Company, had het idee geopperd en Reynolds heeft zeer waarschijnlijk het ontwerp gemaakt.
Het aquaduct werd in zeer korte tijd ontworpen en gebouwd. De platen werden in Ketley gemaakt en de nog overgebleven natuurstenen bogen van het oude aquaduct werden gebruikt. In 1796 werden de laatste platen gemonteerd. De bak is 57 meter lang en ligt vijf meter (18 voet) boven de rivier Tern. De binnenmaten van de bak zijn 2,4 m breed en 1,4 m diep. Er naast ligt een jaagpad voor de trekpaarden, deze is smaller en de bodem ligt op hetzelfde niveau als de kanaalbodem.
Het kanaal werd in 1944 gesloten. Sindsdien zijn grote delen van het kanaal gedempt, maar de kanaalbrug en nog enkele andere kunstwerken, waaronder de Berwick Tunnel, zijn nog in het landschap aanwezig. De kanaalbrug staat op privé terrein, maar is wel vanaf de openbare weg (B5063) zichtbaar.